# Podospora decidua
Podospora decidua är en svampart som beskrevs av Cailleux 1969. Podospora decidua ingår i släktet Podospora och familjen Lasiosphaeriaceae.   Inga underarter finns listade i Catalogue of Life.